# I-Alien
I-Alien is een computerspel dat werd ontwikkeld en uitgegeven door CRL Group. In 1987 kwam het spel uit voor de Commodore 64. Hierna volgende releases voor door Amstrad CPC en de ZX Spectrum.

## Platforms
| Jaar | Platform                 |
| ---- | ------------------------ |
| 1987 | Commodore 64             |
| 1988 | Amstrad CPC, ZX Spectrum |

## Ontvangst
| Beoordeeld door                | Jaar | Platform     | Score |
| ------------------------------ | ---- | ------------ | ----- |
| ASM (Aktueller Software Markt) | 1987 | Commodore 64 | 67%   |
| Datormagazin                   | 1988 | Commodore 64 | 54%   |